# Günther Schütt
Günther Schütt oder Günter Schütt (* 31. März 1918 in Berlin; † 19. März 1996 in Saarbrücken) war ein deutscher Ruderer.
Schütt ruderte für die Saarbrücker Rudergesellschaft Undine. Bei den deutschen Meisterschaften siegte er 1951 im Einer vor dem Frankfurter Günter Lange und dem Franken Waldemar Beck. 1953 gewann er vor Thomas Schneider aus Gießen und Günter Lange.
Bei den Olympischen Sommerspielen 1952 gehörte Schütt zur Olympiamannschaft des Saarlands. In Helsinki belegte Schütt den dritten Platz im zweiten Vorlauf, gewann aber den zweiten Hoffnungslauf. Im Kampf um den Finaleinzug unterlag er gegen den Südafrikaner Ian Stephen.